# Tachina lueola
Tachina lueola är en tvåvingeart som först beskrevs av Daniel William Coquillett 1898.  Tachina lueola ingår i släktet Tachina och familjen parasitflugor. Inga underarter finns listade i Catalogue of Life.